# 타니이 아스카
타니이 아스카(일본어: 谷井 あすか, 1978년 6월 19일 ~ )는 일본의 성우이다. 도야마현 출신. 마우스 프로모션 소속.

## 출연작

### TV 애니메이션
2001년
행복장의 오코죠상 (타도코로 루루&타도코로 루카, 미유, 햣호 등등)
2002년
- 베리베리 뮤우뮤우(하나챠)
- 원반황녀 왈큐레(레미)
- 파뇨파뇨 디지캐럿(엘리자베트)
- 포춘독(퍼피)
- 하품요정 아쿠비(아쿠비)

2003년
- 원반황녀 왈큐레 12월의 야상곡(니나, 미도리, 루루)

2004년
- 마법소녀 리리컬 나노하(파린 키도 에리히카히트)

2005년
- 마법소녀 리리컬 나노하 A'S(리제 아리아)

2007년
- 안녕, 절망선생 (코모리 키리)

2008년
- 속·안녕, 절망선생 (코모리 키리)

2009년
- 참·안녕, 절망선생 (코모리 키리)

### OVA
2005년
- 원반황녀 왈큐레 성령절의 신부(미도리, 루루, 레미, 키나)

2006년
- 원반황녀 왈큐레 시간과 꿈과 은하의 연회(노트)

### 게임
1998년
- Sequence Palladium(첼니 윈프림)

2007년
- 프린세스 메이커 5(이코마 레오나)